# Margaret Feilding
Lady Margaret Feilding, duchessa di Hamilton (1613 – Londra, 10 maggio 1638), è stata una nobildonna scozzese.

## Biografia

### Infanzia
Era la figlia di William Feilding, I conte di Denbigh (1582-1643), e di sua moglie, lady Susan Villiers (1589-1652).

### Matrimonio
Sposò, nel 1620, James Hamilton, I duca di Hamilton, figlio di James Hamilton, II marchese di Hamilton, e di sua moglie, Lady Ann Cunningham. Ebbero sei figli, ma solo una figlia raggiunse l'età adulta.
Ha ricoperto la carica di Lady of the Bedchamber della regina Enrichetta Maria di Borbone-Francia.

### Morte
Morì il 10 maggio 1638, a Wallingford House, Charing Cross, a Londra.

## Discendenza
Margaret e James Hamilton, I duca di Hamilton ebbero sei figli, ma solo una figlia raggiunse l'età adulta:
- Henrietta Maria (1631-1632);
- Anne (1632-1716), in seguito duchessa di Hamilton;
- Susannah (1633-1694), sposò John Kennedy, VII conte di Cassilis, ebbero due figli;
- Charles, conte di Arran (1634-1640);
- James (1635-1639);
- William (1636-1638).